# You Can't Do That on Stage Anymore, Vol. 2
You Can't Do That on Stage Anymore, Vol. 2 es un álbum en directo del músico y compositor estadounidense Frank Zappa. Aunque el subtítulo del álbum "The Helsinki Concert", pueda llevar a confusión, el álbum es una mezcla de dos conciertos ejecutados en Helsinki en 1974.

## Lista de canciones

### Cara A
1. "Tush Tush Tush (A Token of My Extreme)" – 2:48
2. "Stinkfoot" – 4:18
3. "Inca Roads" – 10:54
4. "RDNZL" – 8:43
5. "Village of the Sun" – 4:33
6. "Echidna's Arf (Of You)" – 3:30
7. "Don't You Ever Wash That Thing?" – 4:56
8. "Pygmy Twylyte" – 8:22
9. "Room Service" – 6:22
10. "The Idiot Bastard Son" – 2:39
11. "Cheepnis" – 4:29

### Cara B
1. "Approximate" – 8:11
2. "Dupree's Paradise" – 23:59
3. "Satumaa (Finnish Tango)" (Mononen) – 3:51
4. "T'Mershi Duween" – 1:31
5. "The Dog Breath Variations" – 1:38
6. "Uncle Meat" – 2:28
7. "Building a Girl" – 1:00
8. "Montana (Whipping Floss)" – 10:15
9. "Big Swifty" – 2:17

## Personal
- Frank Zappa – guitarra, voz
- Napoleon Murphy Brock – saxofón, voz
- George Duke – teclados, voz
- Ruth Underwood – percusión
- Tom Fowler – bajo
- Chester Thompson – batería